# Графская улица (Нежин)
Графская улица (укр. Графська вулиця) — улица города Нежина. Пролегает от площади Гоголя до улицы Широкомагерская. 
Примыкает Институтский переулок.

## История
В 1887-1921 годы улица называлась Графская улица, затем в 1921-1957 годы — Коммунальная улица. В 1957 году Коммунальная улица была переименована на улица Крапивянского — в честь советского военного и государственного деятеля, уроженца Черниговщины Николая Григорьевича Крапивянского. 
На улице расположен Комплекс зданий Лицея князя Безбородко — Нежинский государственный университет имени Николая Гоголя (дом № 2) вокруг которого расположен парк-памятник садово-паркового искусства Графский парк.
В 2016 году улице было возвращено историческое название Графская.

## Застройка
Улица пролегает в северо-западном направлении параллельно улице Горького. Парная и непарная стороны улицы заняты усадебной застройкой, есть один 5-этажный дом.
Учреждения:
1. дом № 2 — Нежинский государственный университет имени Николая Гоголя
2. дом № 16А — Нежинская районная инкубаторная станция

Памятники архитектуры, истории или монументального искусства:
1. дом № 2 — Комплекс зданий Лицея князя Безбородко: Главный корпус лицея князя Безбородко (также истории), Дом служб лицея князя Безбородко, Каретник лицея князя Безбородко, Конюшня лицея князя Безбородко, Жилой дом лицея князя Безбородко, жилой дом лицея (№ 2 корпус 7) и жилой дом лицея (№ 2 корпус 8) — все архитектуры
2. дом № 4 — Дом Мусиных-Пушкиных — архитектуры
3. возле дома № 2 — Памятник Н. В. Гоголю — монументального искусства
4. возле дома № 2 — Памятник И. А. Безбородко — монументального искусства
5. возле дома № 2 — Скульптурная композиция «Учитель» — монументального искусства